# Stacie Orrico

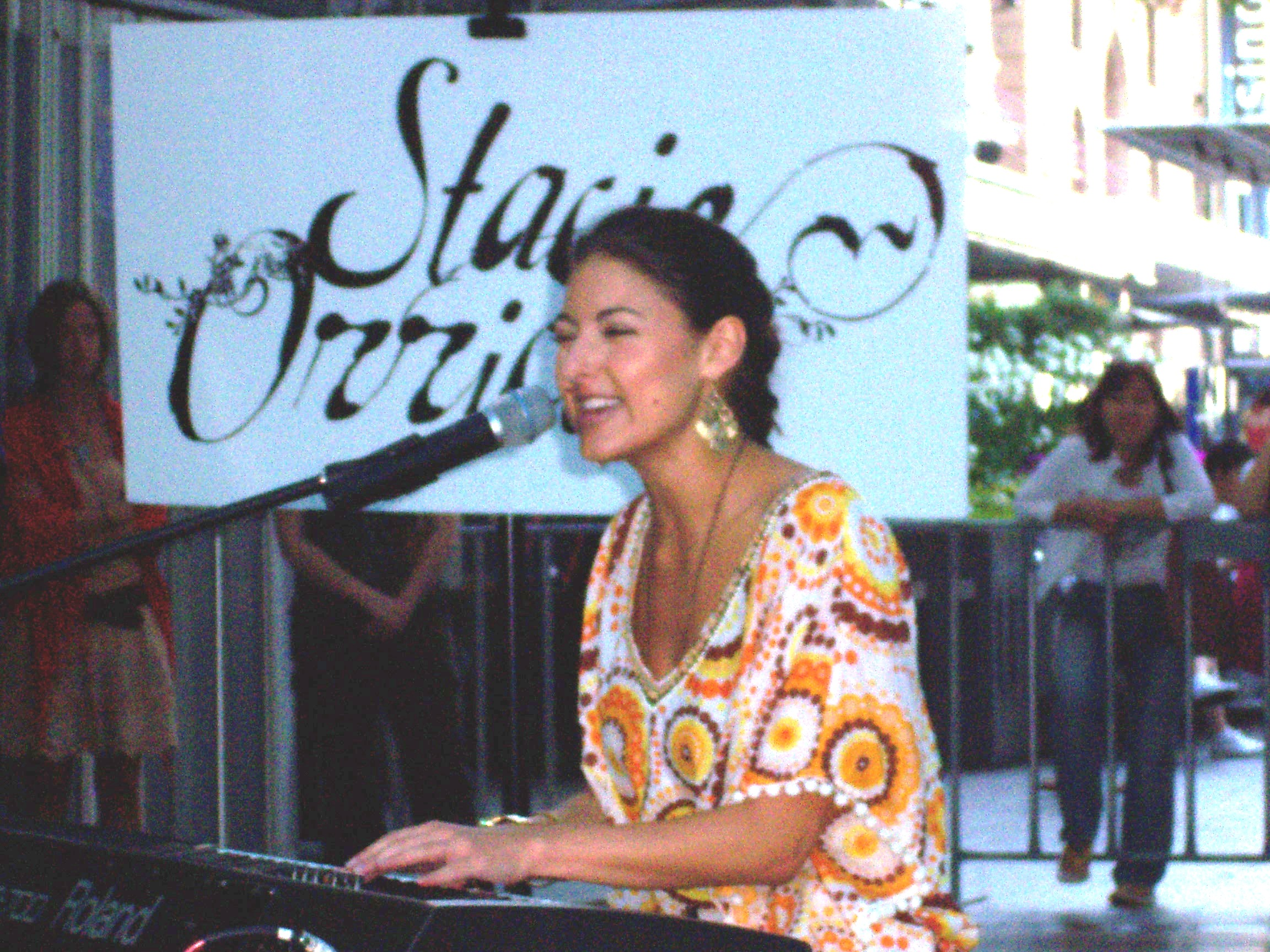
Stacie Orrico in Brisbane (2006)

Stacie Joy Orrico (* 3. März 1986 in Seattle) ist eine US-amerikanische Pop-Sängerin. Sie wurde in ihrer Jugend bei einem christlichen Talentwettbewerb entdeckt und hat seither drei Alben veröffentlicht.

## Biografie

### Kindheit und Jugend
Stacie Orrico wurde in Seattle als Tochter christlicher Eltern mit u. a. italienischen und deutschen Wurzeln geboren. Orrico hat einen älteren Bruder, eine ältere Schwester und zwei Zwillingsgeschwister.
Beide Eltern reisten sehr viel, auch um zu missionieren. Deshalb und weil die Familie aus beruflichen Gründen häufig umzog, hat Stacie Orrico unter anderem die Ukraine und Hawaii besucht. Zurzeit (Stand: Juli 2008) wohnt sie wieder in Seattle. Sie wuchs mit einer großen Bandbreite von Musikstilen auf und war Mitglied im Chor. In der Familie wurden viele christliche Lieder gesungen. Ihr persönlicher Geschmack tendierte zu R&B und Soul, weshalb sie Einflüsse von Ella Fitzgerald, Whitney Houston und Lauryn Hill zeigt. Sie spielt seit ihrer frühesten Kindheit Klavier. Im Alter von sechs Jahren schrieb sie ihr erstes Lied mit dem Namen Always Answer.

### Musikkarriere
Stacie Orricos Karriere begann mit zwölf Jahren bei dem christlichen Musikfestival Praise in the Rockies in Colorado. Sie hatte sich unbeabsichtigt bei dem Talentwettbewerb eingeschrieben und gewonnen. Fore Front Records bot ihr daraufhin einen Plattenvertrag an, den sie auch annahm.
Im Alter von 14 Jahren veröffentlichte sie ihr erstes Album mit dem Titel Genuine. Der erfolgreichste Titel dieses Albums war die Single Don’t Look at Me, die zehn Wochen an der Spitze der christlichen Verkaufslisten stand. Das Album hatte zwei weitere Nummer-1- und drei weitere Top-Ten-Erfolge in den christlichen Charts.
Ihre nächste Veröffentlichung war das Album Stacie Orrico im Jahr 2003. Es konnte einen Platz in den Top 200 der US-Verkaufslisten beanspruchen. Die erste Single hieß Stuck, die es bis in die Top-5 Charts unter anderem in Deutschland schaffte. Mit ihrem Anschlusstitel (There’s Gotta Be) More to Life konnte sie nicht an den Erfolg von Stuck anknüpfen, war jedoch auch in den internationalen Charts vertreten. Es folgten die Singles I Promise und I Could Be the One. Stacie Orrico verkaufte sich über 500.000 mal in den USA und erreichte dort Goldstatus.
Danach machte Orrico eine Pause. In Los Angeles nahm sie anschließend ihr neues Album Beautiful Awakening auf, das im August 2006 in Europa und im Januar 2007 in den USA herauskam. Die Vorab-Veröffentlichung im Internet erfolgte am 31. Juli. Bei einigen Singles schrieb sie auch selbst mit. Die erste Single hieß I’m Not Missing You.

## Diskografie

### Studioalben
| Jahr | Titel               | Höchstplatzierung, Gesamtwochen, AuszeichnungChartplatzierungen (Jahr, Titel, Platzierungen, Wochen, Auszeichnungen, Anmerkungen) | Höchstplatzierung, Gesamtwochen, AuszeichnungChartplatzierungen (Jahr, Titel, Platzierungen, Wochen, Auszeichnungen, Anmerkungen) | Höchstplatzierung, Gesamtwochen, AuszeichnungChartplatzierungen (Jahr, Titel, Platzierungen, Wochen, Auszeichnungen, Anmerkungen) | Höchstplatzierung, Gesamtwochen, AuszeichnungChartplatzierungen (Jahr, Titel, Platzierungen, Wochen, Auszeichnungen, Anmerkungen) | Höchstplatzierung, Gesamtwochen, AuszeichnungChartplatzierungen (Jahr, Titel, Platzierungen, Wochen, Auszeichnungen, Anmerkungen) | Anmerkungen                           |
| Jahr | Titel               | DE | AT | CH | UK | US | Anmerkungen                           |
| ---- | ------------------- | --- | --- | --- | --- | --- | ------------------------------------- |
| 2000 | Genuine             | — | — | — | — | US103 (5 Wo.)US | Erstveröffentlichung: 29. August 2000 |
| 2003 | Stacie Orrico       | DE13 (20 Wo.)DE | AT15 (13 Wo.)AT | CH11 (14 Wo.)CH | UK37 Gold · (19 Wo.)UK | US59 Gold · (59 Wo.)US | Erstveröffentlichung: 25. März 2003   |
| 2006 | Beautiful Awakening | DE51 (3 Wo.)DE | AT61 (2 Wo.)AT | CH39 (3 Wo.)CH | UK64 (1 Wo.)UK | — | Erstveröffentlichung: 14. August 2006 |

### Singles
| Jahr | Titel Album                                   | Höchstplatzierung, Gesamtwochen, AuszeichnungChartplatzierungen (Jahr, Titel, Album, Platzierungen, Wochen, Auszeichnungen, Anmerkungen) | Höchstplatzierung, Gesamtwochen, AuszeichnungChartplatzierungen (Jahr, Titel, Album, Platzierungen, Wochen, Auszeichnungen, Anmerkungen) | Höchstplatzierung, Gesamtwochen, AuszeichnungChartplatzierungen (Jahr, Titel, Album, Platzierungen, Wochen, Auszeichnungen, Anmerkungen) | Höchstplatzierung, Gesamtwochen, AuszeichnungChartplatzierungen (Jahr, Titel, Album, Platzierungen, Wochen, Auszeichnungen, Anmerkungen) | Höchstplatzierung, Gesamtwochen, AuszeichnungChartplatzierungen (Jahr, Titel, Album, Platzierungen, Wochen, Auszeichnungen, Anmerkungen) | Anmerkungen                           |
| Jahr | Titel Album                                   | DE | AT | CH | UK | US | Anmerkungen                           |
| ---- | --------------------------------------------- | --- | --- | --- | --- | --- | ------------------------------------- |
| 2000 | Genuine                                       | — | — | — | — | — | Erstveröffentlichung: 1. August 2000  |
| 2003 | Stuck Stacie Orrico                           | DE4 Gold · (18 Wo.)DE | AT8 (19 Wo.)AT | CH6 (19 Wo.)CH | UK9 (8 Wo.)UK | US52 (11 Wo.)US | Erstveröffentlichung: 3. Februar 2003 |
| 2003 | (There’s Gotta Be) More to Life Stacie Orrico | DE12 (10 Wo.)DE | AT23 (15 Wo.)AT | CH22 (9 Wo.)CH | UK12 (8 Wo.)UK | US30 (20 Wo.)US | Erstveröffentlichung: 14. Juli 2003   |
| 2004 | I Promise Stacie Orrico                       | DE66 (4 Wo.)DE | AT59 (5 Wo.)AT | — | UK24 (4 Wo.)UK | — | Erstveröffentlichung: 12. Januar 2004 |
| 2004 | I Could Be the One Stacie Orrico              | — | — | — | UK34 (6 Wo.)UK | — | Erstveröffentlichung: 31. Mai 2004    |
| 2006 | I’m Not Missing You Beautiful Awakening       | DE32 (9 Wo.)DE | AT39 (10 Wo.)AT | CH25 (9 Wo.)CH | UK22 (4 Wo.)UK | — | Erstveröffentlichung: 5. August 2006  |
| 2006 | So Simple Beautiful Awakening                 | — | — | — | — | — | Erstveröffentlichung: Oktober 2006    |

## Auszeichnungen für Musikverkäufe
| Goldene Schallplatte - Australien - 2003: für die Single Stuck - 2003: für die Single (There’s Gotta Be) More to Life - Japan - 2006: für das Album Beautiful Awakening - Neuseeland - 2003: für das Album Stacie Orrico - 2003: für die Single Stuck - 2004: für die Single (There’s Gotta Be) More to Life - Norwegen - 2004: für das Album Stacie Orrico | Platin-Schallplatte - Norwegen - 2004: für die Single (There’s Gotta Be) More to Life 2× Platin-Schallplatte - Japan - 2003: für das Album Stacie Orrico |

Anmerkung: Auszeichnungen in Ländern aus den Charttabellen bzw. Chartboxen sind in ebendiesen zu finden.
| Land/RegionAuszeichnungen für Musikverkäufe (Land/Region, Auszeichnungen, Verkäufe, Quellen) | Gold       | Platin     | Verkäufe | Quellen                   |
| -------------------------------------------------------------------------------------------- | ---------- | ---------- | -------- | ------------------------- |
| Australien (ARIA)                                                                            | 2× Gold2   | —          | 70.000   | aria.com.au               |
| Deutschland (BVMI)                                                                           | Gold1      | —          | 150.000  | musikindustrie.de         |
| Japan (RIAJ)                                                                                 | Gold1      | 2× Platin2 | 600.000  | riaj.or.jp                |
| Neuseeland (RMNZ)                                                                            | 3× Gold3   | —          | 17.500   | aotearoamusiccharts.co.nz |
| Norwegen (IFPI)                                                                              | Gold1      | Platin1    | 30.000   | ifpi.no                   |
| Vereinigte Staaten (RIAA)                                                                    | Gold1      | —          | 500.000  | riaa.com                  |
| Vereinigtes Königreich (BPI)                                                                 | Gold1      | —          | 100.000  | bpi.co.uk                 |
| Insgesamt                                                                                    | 10× Gold10 | 3× Platin3 |          |                           |